# Juliana Oliveira Domingues
Juliana Oliveira Domingues é uma jurista, advogada e professora universitária brasileira. Atualmente, exerce o cargo de Procuradora Geral do Conselho Administrativo de Defesa Econômica (CADE), após ser indicada pelo Presidente do Brasil e sabatinada pelo Senado Federal do Brasil.
Domingues serviu como Secretária Nacional do Consumidor do Ministério da Justiça e Segurança Pública (Brasil) entre 2020 e 2022, liderando o órgão durante a pandemia. Presidiu as reuniões do Comitê Técnico nº 7 da Comissão de Comércio do Mercosul.
Atualmente, ela é Regional Chair (diretora regional) da Academic Society for Competition Law (ASCOLA).

## Carreira
Juliana Oliveira Domingues  graduou-se em Direito pela Universidade Estadual de Londrina em 2002.
Obteve os títulos de mestre pela Universidade Federal de Santa Catarina (UFSC) em 2005 e de Doutora pela Pontifícia Universidade Católica de São Paulo (PUC-SP) em 2010.
Em 2018 realizou seu pós-doutoramento na Georgetown University Law School, como parte do programa International Scholar in Residence da Seção Antitruste (Antitrust Section)  da American Bar Association (ABA), tendo sido a única brasileira selecionada.
Foi aprovada em concurso de provas e títulos para o cargo de Professora Doutora de Direito Econômico da Universidade de São Paulo (FDRP/USP), onde leciona desde 2012.
Em janeiro de 2020 assumiu a Diretoria do Departamento de Proteção e Defesa do Consumidor (DPDC) e no mesmo ano passou a atuar como Secretária Nacional do Consumidor.
Em decorrência das funções assumidas no  Ministério da Justiça e Segurança Pública (Brasil), também atuou como Presidente do Conselho Nacional de Combate à Pirataria e Delitos contra a Propriedade Intelectual (CNCP), Presidente do Conselho Nacional de Defesa do Consumidor (CNDC).
Mediante a presidência Brasileira pro tempore do Mercado Comum do Sul, presidiu reuniões ordinárias do Comitê Técnico nº 7 da Comissão de Comércio do Mercosul.
Durante sua gestão da SENACON, editou a portaria 12/2021 determinando a entrada das empresas mais reclamadas na plataforma consumidor.gov. Entre 2020 e 2021, a plataforma bateu recordes de empresas cadastradas e de Reclamações finalizadas.
Foi Responsável pela realização conjunta do documento que motivou o adiamento da política de privacidade do WhatsApp em 2021, uma situação coordenada inédita e com efeitos internacionais.
No início de 2022 foi nomeada Assessora Especial do então Ministro da Justiça, tendo sido, logo após indicada pelo Presidente do Brasil para ocupar o cargo de Procuradora Geral do  Conselho Administrativo de Defesa Econômica (CADE).
No mesmo ano foi sabatinada pela Comissão de Assuntos Econômicos (CAE) do Senado Federal em 05 de abril de 2022. Assumiu então a gestão da Procuradoria Federal Especializada (Advocacia-Geral da União) junto ao CADE.

## Livros Publicados
- Declaração de Direitos de Liberdade Econômica - Comentários à Lei 13.874/2019. (JusPODIVM. 2020) Organizado em colaboração com Eduardo Molan Gaban e A. S. Cruz.

- Direito Antitruste 4.0: Fronteiras entre Concorrência e Inovação. (Editora Singular. 2019) Co-organizado com B. F. M. E. Silva, Eduardo Molan Gaban, e A. F. Miele.
- Mulheres no Antitruste. (Editora Singular. 2019) Co-organizado com Jesus, A. Athayde, Isabela Maiolino, L. Cordovil, M. A. Matos.
- Fashion Law: O Direito está na Moda. (Editora Singular. 2019) Co-organizado com diversos autores incluindo A. Hirata, A. F. Miele, B. Hernandes, B. F. M. E. Silva, e C. G. B. Oliveira.
- Mulheres no Antitruste. (Editora Singular. 2018) Co-organizado com Amanda A. L. M. Rivera, L. A. Cordovil, Jesus, Matos, e Isabela Maiolino.
- OMC - Funcionamento do Sistema de Solução de Controvérsias ? Reflexões dos Especialistas sobre os Principais Casos. (Editora Juruá. 2017) Autora solo.
- Direito Econômico Internacional. (Editora InterSaberes. 2017) Em co-autoria com C. G. B. Oliveira.
- Direito Antitruste. (Editora Saraiva. 2016) Em co-autoria com Eduardo Molan Gaban.
- Advocacia da Concorrência - propostas com base nas experiências Brasileira e internacional. (Editora Singular. 2016) Em co-autoria com diversos autores incluindo C. M. S. Pereira Neto, A. J. Reis Junior, A. C. Estevao, A. E. Souza, A. C. Cruz.
- Tendências em Governança Corporativa e Compliance. (Editora LiberArs. 2016) Co-organizado com P. P. Adachi e E. S. Diniz.
- Concorrência e Comércio Internacional: Lições Introdutórias da Experiência Brasileira à Luz do Comércio Internacional. (Editora ALTAI. 2016) Autora solo.
- Brazilian Competition Law: A practicioner´s Guide. (Kluwer Law International. 2013) Em co-autoria com Eduardo Molan Gaban.
- Antitrust Law in Brazil - Fighting Cartels. (Wolters Kluwer. 2012) Em co-autoria com Eduardo Molan Gaban.
- Direito Antitruste. (Editora Saraiva. 2012) Em co-autoria com Eduardo Molan Gaban.
- Direito Antitruste: O Combate aos Cartéis. (Editora Saraiva. 2009) Em co-autoria com Eduardo Molan Gaban.
- Estudos de Direito Econômico e Economia da Concorrência - Em homenagem ao Prof. Dr. Fábio Nusdeo. (Editora Juruá. 2009) Co-organizado com Eduardo Molan Gaban.
- Direito Antitruste: O Combate aos Cartéis. (Editora Saraiva. 2009) Em co-autoria com Eduardo Molan Gaban.

## Prêmios
- Medalha Mérito da Força Nacional - Soldado Luís Pedro de Souza Gomes. Ministério da Justiça e Segurança Pública. Por meio da Portaria MJSP Nº 514, de 25 de Novembro de 2021.[19]
- Troféu Cultura Econômica 2008 - Melhor Livro de Direito, Jornal do Comércio e Caixa do Rio Grande do Sul.[20][21]
- Prêmio IBRAC-TIM 2018.[22]
- Prêmio IBRAC-ESSO, 2004.[7]
- Prêmio IBRAC-TIM 2013[7]
- A Era do Diálogo - Dez Personalidades destaque em termos de proteção do consumidor 2022[23]

## Ligações Externas
- https://www.gov.br/cade/pt-br/composicao/procuradoria-federal-especializada-junto-ao-cade